# 太陽の塔 (小説)
『太陽の塔』（たいようのとう）は、森見登美彦の長編小説。第15回日本ファンタジーノベル大賞受賞作。

## 概要
京都大学の男子学生が、「なぜ、自分は彼女に一時期とはいえ、あれほど心を奪われたのか」「なぜ、彼女は自分を袖にしたのか」という疑問から、かつての恋人を「未練からのストーキング」ではなく、「観察と研究」という名目で追いかける青春小説。森見は本作のことを「厄介者の長男」「正体の掴めない長男」と呼んでいる。
本作は『太陽の塔/ピレネーの城』のタイトルで第15回日本ファンタジーノベル大賞を受賞した森見のデビュー作で、2003年12月に『太陽の塔』に改題の上、新潮社より単行本が刊行された。
2006年5月30日に森見がファンであり、彼女自身も森見のファンと公言する本上まなみによる解説を収録した新潮文庫版が刊行された。
2018年に、かしのこおりの作画でモーニング・ツー（講談社）にて漫画化された。

## 制作背景
幼少期から物語を作ることに夢中だった森見は、小学4年まで万博記念公園の近くに住み、休日に家族と遊びに行くたびに眺めていた太陽の塔に対して不思議な思いを抱いていた。
その後、京都大学に進学し、所属したライフル射撃部での仲間たちを笑わそうと、部室にあったノートに「あいつがこんなバカなことをした」というようなバカ話を書き付けていた。
しかし学部4回生のとき、厳しい研究室に配属され研究についていけず登校拒否となり後に休学、公務員試験にも失敗するなど、将来への不安を抱えるようになる。
そのような状況の中、森見は学部生最後の半年を「小説を書く最後のチャンス」と捉え、学生時代の経験と幼少期から親しんできた太陽の塔への不思議な感覚を反映した本作を執筆し、第15回日本ファンタジーノベル大賞を受賞、小説家デビューへとつながった。
本作は、それ以前に習作で書いていた小説とはまったく違う作風で、この作品の文体や構成も狙って書いたものではない。京大ライフル射撃部のノートなどで意識せず書いた傾向のものが、それ自体が修行となり、やがて膨らんで芽として出てきた。どういう形が自分の小説の基礎の作風になるかは、事前にはわからず、いろいろした方がいいと語っている。
本作のヒロインのモデルは森見の大学時代の元恋人であり、彼女への想いを小説として表現しようとしたことが本作執筆の動機だった。森見は賞に応募する前に彼女に小説を読んでもらったが、感想は「別によろしいのではないでしょうか」とそっけないもので、想いが伝わったかどうかは分からず終いであった。

## 評価
ファンタジーノベル大賞では鈴木光司を除く4人の選考委員が推薦しており、井上ひさしは選評で「美点満載の文句なしの快作」と絶賛している。
大森望は森見との対談で本作を「京大生の実態をリアルに描くとマジックリアリズムになる」と評している。

## あらすじ
京都大学農学部の5回生で現在自主休学中の「私」は、かつての恋人「水尾さん」を研究すべく観察し、240枚にわたる大レポートを書き上げていた。水尾さんから一方的に「研究停止」の宣告を受けながらも自らの調査能力と研究能力、そして想像力をフル活用し研究を続けていた。
そんな中、水尾さんを追いかけるもう一人の男「遠藤」と出会う。遠藤はあらゆる手段を使って「私」の研究を妨害するが、「私」も負けじと報復する。ある日暴漢に襲われそうになった「私」は遠藤に助けられ、遠藤から水尾さんを追いかける理由を聞かされる。
やがて季節はクリスマスになり、四条河原町でええじゃないか騒動が起こる。

## 登場人物
私 / 森本
本作の語り手。大学5回生で自主休学中。3回生のころ、私らが所属していた某体育会クラブに新入生として入会してきた水尾さんと交際するが袖にされる。本人いわく水尾さんとは円満な別れでありまったく未練はないらしい。だがそう言いながら「水尾さん研究」と称してやっていることはほぼストーカーといって過言ではない。
四回生のころの一時期研究室から逃げ出してロンドンに居たことがあり、飾磨や高藪に「自分探しの旅に出た」とさんざんからかわれたという。
「森本」の名前は作者の名である「森見」をもじったものであるが、これからの作品でも同じような人物を語り手に据えることからいちいち名前を考える手間を省くために文庫版では「私」に統一された。
水尾さん
「私」と交際していた本作のヒロイン。本作タイトルである太陽の塔をこよなく愛し、よくあちこちで眠り、少し猫に似ている。遠藤とは同じゼミに所属。
飾磨 大輝（しかま だいき）
「私」の一番の悪友で法学部5回生。司法試験受験生。私にペンペン草も生えないほどの不毛な知識を授ける一方で時に非常に弁が立ち、情報収集能力にも長けている。一度女子高生と付き合ったことがあるが、彼自身の作戦によって破局した。また、私らの妄想を掻き立てる役を進んでかってでている。この彼の能力及び行動によって私をめぐる物語は急転していく。毅然とした女性および病弱に見える女性に目が無く、彼の脳内には「注目に値する女性リスト」なるものがある。「四条河原町ええじゃないか騒動」を提言した男。
高藪 智尚（たかやぶ ともなお）
大学院に所属している。「私」、飾磨、井戸とは友人である。二メートルはあろうかという巨体、どこに顔があるかわからないと評されるほどの剛毛で、髭は鋼鉄製とも言われている。だがその実中身はおとなしいオタクであり、パソコンを自作する、避雷針の原理を嬉々として語るなどのエピソードが描かれる。酒豪である。またよくスルメをライターで炙って喰う。他作品でも登場する下鴨幽水荘に起居している。作中終盤で彼に惚れたという女性が現れるが、気の小さい彼は恐慌をきたした末逃亡した。著者の作品である『宵山万華鏡』にも登場。
井戸 浩平（いど こうへい）
大学院に所属している。法界悋気の権化。「私」、飾磨、高藪を除くあらゆるものに対する怨念を常に培養していて、たまにそれをすさまじい気炎として噴き出すがその後そのような行為をおこなった自分を嫌悪し、さらに深く落ち込むという「私」には到底真似できない生き様を演じている。時には自ら掘り下げた精神上の深奥へ身を投げるという。
遠藤 正（えんどう ただし）
大学3回生で法学部所属。映画サークルに所属しており、それなりの立場を確保しているらしい。些細なことから「私」と対立し、不毛な争いを続けていくことになる。実は「私」と同じく水尾さんのストーカー、であるにも拘らず終盤で水尾さんとデートの約束を取り付けたらしい。
植村嬢
通称「邪眼」。「私」とは同回生。「私」や飾磨らの妄想を一瞬で吹き飛ばすほどの眼力を持っているが、「私」を含め4人にもそれなりの理解がある模様。
湯島
「私」の後輩。どうしても足が向かないと言って、大学に出てきていない。「私」が完済したはずのサークル会費を請求しに下宿へやって来る。おおむね自己嫌悪にとらわれており、時にはそれについて「私」の下宿のドアの前で延々とそれについて喋っているが、「私」にはそれが中途半端なものに見える。なお、サークルにはとうの昔に出て来なくなっている模様で、「私」は後輩連中から彼にサークルへ復帰するよう促すことを頼まれてしまう。
海老塚先輩
「私」を含め4人がもっとも敬遠し、唾棄すべきと考えている先輩。大酒が飲めない者を虫けらのごとく扱う、辛いものが大好きでそれを他人にも押し付ける、肺が一瞬でどろどろになるようなフィルターなしの強烈な煙草をわざわざ吸ってみせるなどの不毛な情熱を持ち、「私」らに嫌われる。卒業後の行方は知れていなかったが、「私」はひょんなことから消息を知ることになる。

## 用語
ゴキブリキューブ
戸棚の奥などに時折見られるというトウフ大の焦げ茶色の塊。「麻薬的な輝き」を持ち、じっと眺めていると表面が常にむくむくとざわついているのが分かる。名前で分かるとおりその正体は非常に多くのゴキブリが固まったもので、一度崩壊すれば四畳半の床を焦げ茶色のカーペットのように覆うほどの数のゴキブリが、部屋中を乱舞することとなる。
「私」はこれを水尾さんからのクリスマスプレゼントに偽装して遠藤に送りつけたが、報復としてまったく同じ攻撃を受けた。
太陽の塔
「私」が子どものころ万博記念公園の近くに住んでいて、週末になると遊びに行っていたため強く印象に残っていた。一度水尾さんを連れて行ったところ、彼女は「私」そっちのけですっかりのめりこんでしまったという。
彼女の夢の中と思われる奇妙な「草原」にはこの塔や、後述するソーラー招き猫などがある。
「ソーラー招き猫事件」
「私」が水尾さんと付き合い始めて初のクリスマスに、「私」がプレゼントとして「太陽電池で腕が動くモダアンな招き猫」を送ったところ、彼女が「部屋に余計なものが増えるのは嫌です」と発言し、一気に空気が寒々しくなってしまった事件。おそらくこの事件を境に二人の仲が冷え始めたものと見られ、次のクリスマスが来たときには既に別れていたらしいことが語られている。
「砂漠の俺作戦」
飾磨は一時期塾講師のアルバイトをしていたのだが、その時塾の生徒だった女子高生をたぶらかし、付き合っていた。彼女と梅田にデートに行ってヘップファイブの赤い観覧車に乗ることにしたのだが、その時飾磨はまず自分がゴンドラに乗った後、続いて乗ろうとする彼女を制して「これは俺のゴンドラ」と言った。彼が一人で一周して帰ってきたとき、彼女の姿は無かったという。
四条河原町ええじゃないか騒動
飾磨率いる「私」たち悪友四人が、クリスマスイブをめちゃくちゃにすることを目的として行った行動。名前の通り「四条河原町を震源地としてええじゃないか騒動を再現する」というものである。
実際のところ、彼らは適当に「ええじゃないか」と言い合い、時に通行人にも「ええじゃないか」と声をかけるぐらいのことしかしていないのだが、五分もするとどちらを向いても「ええじゃないか」という声で一杯となったという。実はすぐさま情報が広まったらしく、京都市外からも多くの物好きな人間がこの騒ぎに参加しようと集まっていたらしい。警察も早い段階で動き出していたそうである。

## 書誌情報
- 単行本：新潮社、2003年12月20日発売、ISBN 978-4-10-464501-5[2]
- 文庫本：新潮文庫、2006年05月30日発売、ISBN 978-4-10-129051-5[3]
  - 『太陽の塔/ピレネーの城』を改題[2]。

## 漫画
かしのこおりの作画でモーニング・ツー（講談社）2018年8月号から2020年2月号まで連載された。

### 書誌情報（漫画）
- かしのこおり（作画）・森見登美彦（原作）『太陽の塔』講談社〈モーニングKC〉全3巻

1. 2018年12月21日発売[講 1]、ISBN 978-4-06-513983-7
2. 2019年07月23日発売[講 2]、ISBN 978-4-06-516519-5
3. 2019年12月23日発売[講 3]、ISBN 978-4-06-518041-9